# تغذية حدسية
التغذية الحدسية هي فلسفة تغذية قائمة على افتراض أن الانسجام والتناغم مع إشارات الجوع الطبيعية للجسم يعد وسيلة أكثر فاعلية للحصول على وزن صحي، بدلاً من التقيد بكميات من الطاقة والدهون الموجودة في الأطعمة. وهي عملية تهدف إلى إنشاء علاقة صحية بين الغذاء والعقل والجسم، مما يجعلها علاجًا شائعًا لاضطرابات التغذية والتغذية المضطربة. تمامًا مثل العديد من فلسفات الأنظمة الغذائية الأخرى، وهناك العديد من المسميات لفلسفة التغذية الحسدية، ومن بينها «التغذية دون حمية» أو «عدم الحمية» أو «التغذية الطبيعية» أو «التغذية الواعية» وغيرها الكثير من المسميات.

## معلومات تاريخية
ليس معروفًا على وجه الدقة متى بدأت حركة التغذية الحدسية، ولكن كانت سوزي أورباخ واحدة من الرائدات الأوائل في هذه الحركة؛ فهي صاحبة كتاب السمنة قضية نسوية (Fat is a Feminist Issue) الذي نشر لأول مرة في عام 1978. وهناك أيضًا كتاب جينن روث الأول عن التغذية المرتبطة بالعاطفة الذي نشر في عام 1982. ويرى كلا الكتابين أن الأنظمة الغذائية التقليدية لإنقاص الوزن هي المشكلة، حيث توصي المؤلفتان بطريقة التغذية الحدسية (المعروفة أيضًا باسم «التغذية المتوافقة» أو «التغذية دون حمية») كحل للمشكلة. كذلك، توجد بعض المناهج الدينية التي تدعو إلى التغذية الحدسية. وأسست جون شامبلين (Gwen Shamblin) ورشة عمل لإنقاص الوزن عام 1986. ضمن حدود النحافة، وهو نسق ديني آخر يعود لأوائل عام 1970.
وقد صاغت كل من إيفلين ترايبول وإليزي ريش هذه التسمية في كتابهم التغذية الحدسية (Intuitive Eating) الصادر في عام 1995.
ومن أول أنصار هذه الحركة الحديثة المهتمة بفلسفة التغذية الحدسية لين دونفان، وذلك في كتابها مكافحة الحمية: الطريقة المُرضية الفعالة لإنقاص الوزن (The Anti-Diet: the pleasure power way to lose weight) الصادر في عام 1971.
ومع ذلك، فإن فلسفة التغذية الحدسية ليست فكرة حديثة؛ إذ أن تعريف «الفليتشرية» في القواميس هو «الأكل عند الشعور بالجوع» وجاءت تسميتها على اسم عالم التغذية الأمريكي هوراس فليتشر (1849-1919).

## دراسات عن التغذية الحدسية
في عام 2005، نشرت الباحثة ليندا بيكون نتائج دراستها الأولى التي استمرت لعامين حيث برهنت من خلالها على فاعلية طريقة التغذية الحدسية. وفي نهاية هذا العام، قام ستيفن هوكس، أستاذ صحة المجتمع في جامعة بريغهام يونغ، بوضع النقاط الرئيسية الخاصة بهذا الموضوع بعد ادعائه أنه فقد 50 رطلاً من وزنه نتيجة اتباعه لنسخته الخاصة من برنامج التغذية الحدسية. يدعي هوكس أن الفلسفات الكامنة وراء التغذية الحدسية تعود إلى آلاف السنين وموجودة في معظم الديانات الشرقية وبعض الديانات الغربية. فقد تم تصميم منهج التغذية الحدسية ليكون «منهجًا للفطرة السليمة قائمًا على تناول الطعام عند الشعور بالجوع فقط»؛ حيث يتم تشجيع المشاركين في هذا البرنامج على تناول الطعام فقط عند الشعور بالجوع.
في عام 2006، نشرت الباحثة تريسي تيلكا من جامعة ولاية أوهايو دراسة تضمنت نتيجتين رئيسيتين. أولاً، قامت تيلكا بتطوير واعتماد مقياس تقييمي لتحديد الصفات الرئيسية لمن يتبعون منهج التغذية الحدسية، وهي: السماح بتناول الطعام دون شروط، وتناول الطعام لأسباب بدنية وليست عاطفية، والاعتماد على إشارات الجوع/الشبع الداخلية. وأخيرًا، طبقت تيلكا مقياس التقييم على 1400 شخص وتوصلت إلى أن من يتبعون منهج التغذية الحدسية لديهم إحساس عالٍ بالرضا وأجسام منخفضة الوزن، بدون تطبيق «نموذج مثالي للجسم النحيف».
في الآونة الأخيرة، استعانت الباحثة النفسية في جامعة نوتردام، لورا سميثام، بأشخاص يعانون من اضطراب الشراهة لدراسة فاعلية عملية التغذية الحدسية لعلاج هذه المشكلة. وكان افتراض سميثام يتمثل في أن اتباع حمية غذائية يحفز من عملية الأكل بشراهة، بينما قد يكون تعلم التغذية الحدسية علاجًا لهذا الشره.

## الحمية الغذائية
إن التغذية الحدسية هي المنهج المناقض للحمية الغذائية؛ حيث يكون المحفز للحمية دافعًا خارجيًا. ويعد هذا المنهج عنصرًا رئيسيًا في حركة الصحة لكل الأحجام والأوزان. يرى المؤيدون لهذه الطريقة أن تناول الطعام يأتي كاستجابة لمنبهات الجوع والامتلاء الداخلية، بينما يساعد السماح لجميع الأطعمة بأن تكون جزءًا من النظام الغذائي في المحافظة على الوزن «الطبيعي» للفرد. والوزن الطبيعي هو الوزن المحدد مسبقًا بالجينات الوراثية.
عندما ينفصل الفرد عن إحساسه الداخلي بالشبع، فمن السهل تنشيطه واستثارته بالمؤثرات الخارجية للأكل (والتي يمكن أن تكون عاطفية أو «لأن الوقت قد حان» أو لوجود مناسبة و/أو قواعد تقتضي تناول الطعام.)
وإذا كان لشخص ما قواعد صارمة لما يسمى بالأكل الصحي، فهو أكثر عرضة للإفراط في تناول الطعام في حالة كسر قواعده المعتاد عليها في تناول الطعام. وعلميًا، فإن أسلوب تناول الكل أو لا شيء، الذي يتمحور حول قواعد تناول الطعام بدلاً من الاستجابة لإشارات الجوع/الشبع الداخلية، يشار إليه باسم «التغذية المقيدة» أو نظرية ضبط النفس.